# Paspalum multinervium
Paspalum multinervium là một loài thực vật có hoa trong họ Hòa thảo. Loài này được A.G.Burm. mô tả khoa học đầu tiên năm 1987.